# Clément Noël
Clément Noël (n. 3 mai 1997, Remiremont, Lorraine⁠(d), Franța) este un schior alpin ce a reprezentat Franța, medaliat olimpic. A participat la 2 ediții ale Jocurilor Olimpice (2018, 2022) în care a câștigat o medalie de aur.